# Calea Mare
Calea Mare – wieś w Rumunii, w okręgu Bihor, w gminie Lăzăreni. W 2011 roku liczyła 625 mieszkańców.